# Colada
|  | Aquest article tracta sobre el mantell volcànic. Vegeu-ne altres significats a «Colada (desambiguació)». |

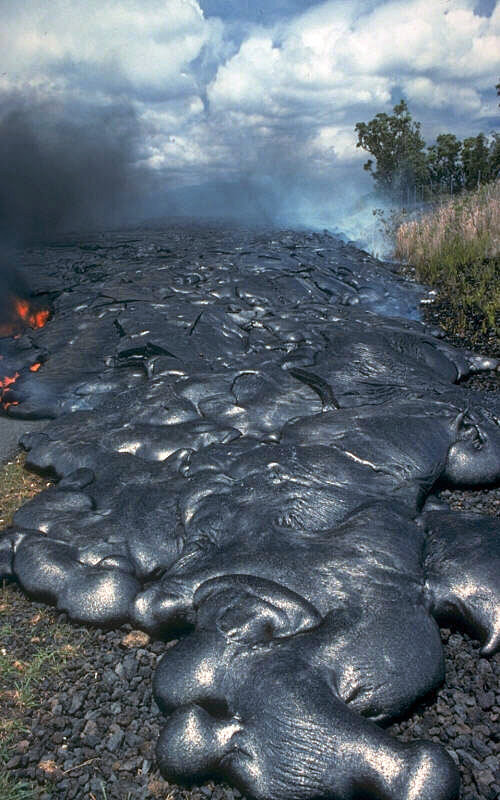
Colada pahoehoe avançant per una estrada a Kalapana

Una colada o flux de lava és un mantell de roca basàltica format al voltant d'un volcà per la solidificació de la massa de magma que flueix d'aquest en les seves erupcions.
Una colada lineal s'estén al llarg del pendent que parteix del con del volcà: en els que les erupcions dels quals s'efectuen per fissures, el vessament de magma pot formar extensos camps o mantells de lava. Les laves molt riques en escories adquireixen en solidificar-se un aspecte rugós. Quan l'erosió rebaixa profundament el terreny circumdant, la colada de lava forma una mesa.

## Tipus de colades
Les tres formes principals que prenen els fluxos de lava són: aa o escoriàcia, pahoehoe o cordada, i lava encoixinada. Les següents són diferents tipus de laves basàltiques:

### Aa

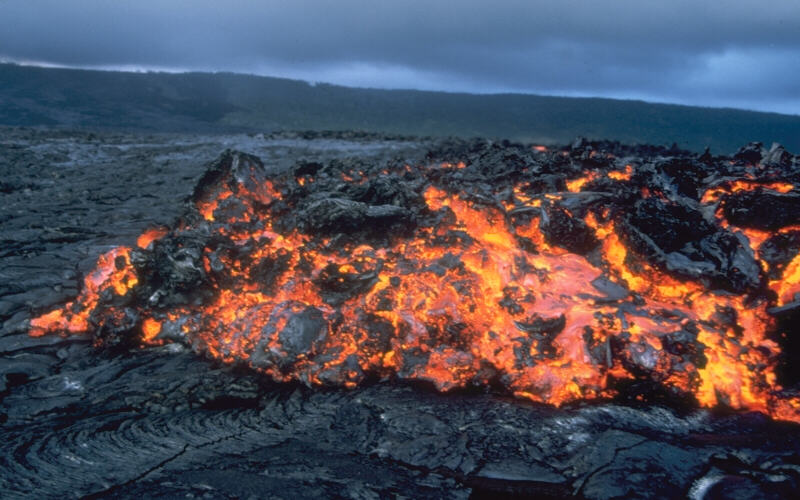
Colada Aa avançant sobre lava pahoehoe al Kilauea, en Hawaii.

Aa (del hawaià 'A'ā, que significa "pedregosa amb Lava aspra", però també "cremar" o "foc") és un dels tres tipus bàsics de lava fluida. Les laves Aa destaquen per la seva superfície plana i irregular, resultant de la pèrdua ràpida de gasos. Està composta per blocs de lava fragmentats designats de clínquer. És un tipus de lava basàltica que té una superfície de blocs aspres i desiguals, i rugositats. Les colades de lava Aa avancen lentament a una velocidade de 5 a 50 metres per hora, valor escàs que contribueix al seu aspecte caòtic: a tan escassa velocitat, la superfície es refreda parcialment i en ser empesa per la lava encara candent que té sota, s'esquerda i deforma. A la seva superfície freda i fragmentada per la sortida de gasos que produeixen nombrosos porus i vesícules.
La superfície d'una colada de lava Aa és solta, fragmentada i rugosa, amb forma de serra, la qual cosa fa difícil caminar-hi quan està solidificada. La superfície de clínquer cobreix un nucli massís de la bugada que va ser la zona més activa durant el moviment de la bugada. Al front de les colades de tipus Aa els fragments es refreden, s'enfonsen en direcció a la base i són coberts per la bugada que avança. Això porta a la formació de dues capes de fragments solidificats: una de base i una altra a la ruta de la bugada. En les colades Aa és comú que hi hagi boles de lava acumulada de fins a 3 m (10 peus). Les laves de tipus Aa són generalment més viscoses que les de tipus pahoehoe, les quals es poden convertir en Aa si el flux de lava es torna turbulent a causa de la presència d'obstacles en el terreny.

### Pahoehoe

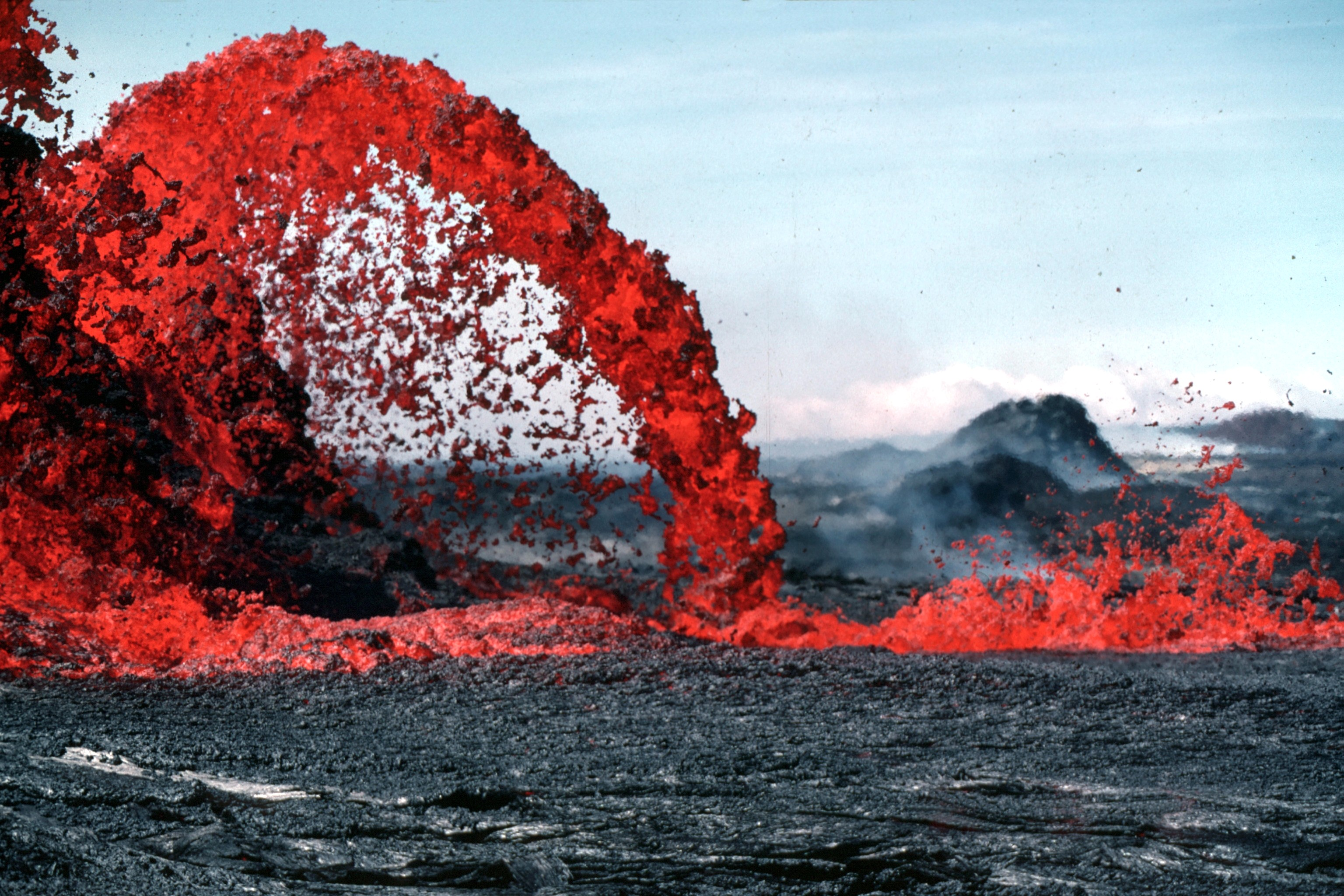
Font de lava de 10 m d'alçada, Hawaii, USA.

Les pahoehoe (del hawaià pahoehoe, que significa "suau") o encordada són generalment colades de laves basàltiques. Presenten rugositats que s'assemblen a cordes, el que li dona el nom de  lava cordada ; també se les anomena  laves en tripa , encara que possiblement és el terme hawaià pahoehoe el que més s'usa en la seva nomenclatura internacionalment. La seva superfície un cop solidificada és ondulada, encordonada i fins i tot llisa. Aquestes superfícies es deuen al moviment molt fluid de la lava sota una escorça que es va coagulant. Les colades d'aquest tipus avancen com una sèrie de petits lòbuls i dits que trenquen contínuament la superfície refredada. També formen tubs de lava, on la petita pèrdua de calor manté la seva viscositat baixa. La textura de la superfície de les colades de tipus pahoehoe és molt variable, presentant diverses formes sovint descrites com escultures de lava. Segons s'allunyen de l'origen, les colades pahoehoe poden passar a ser 'a'ā per una pèrdua de calor i el seu consegüent augment de viscositat. La textura arrodonida fa al pahoehoe un mal reflector del radar i és difícil de veure des d'un satèl·lit orbital.

### Lava encoixinada (pillow-lava)

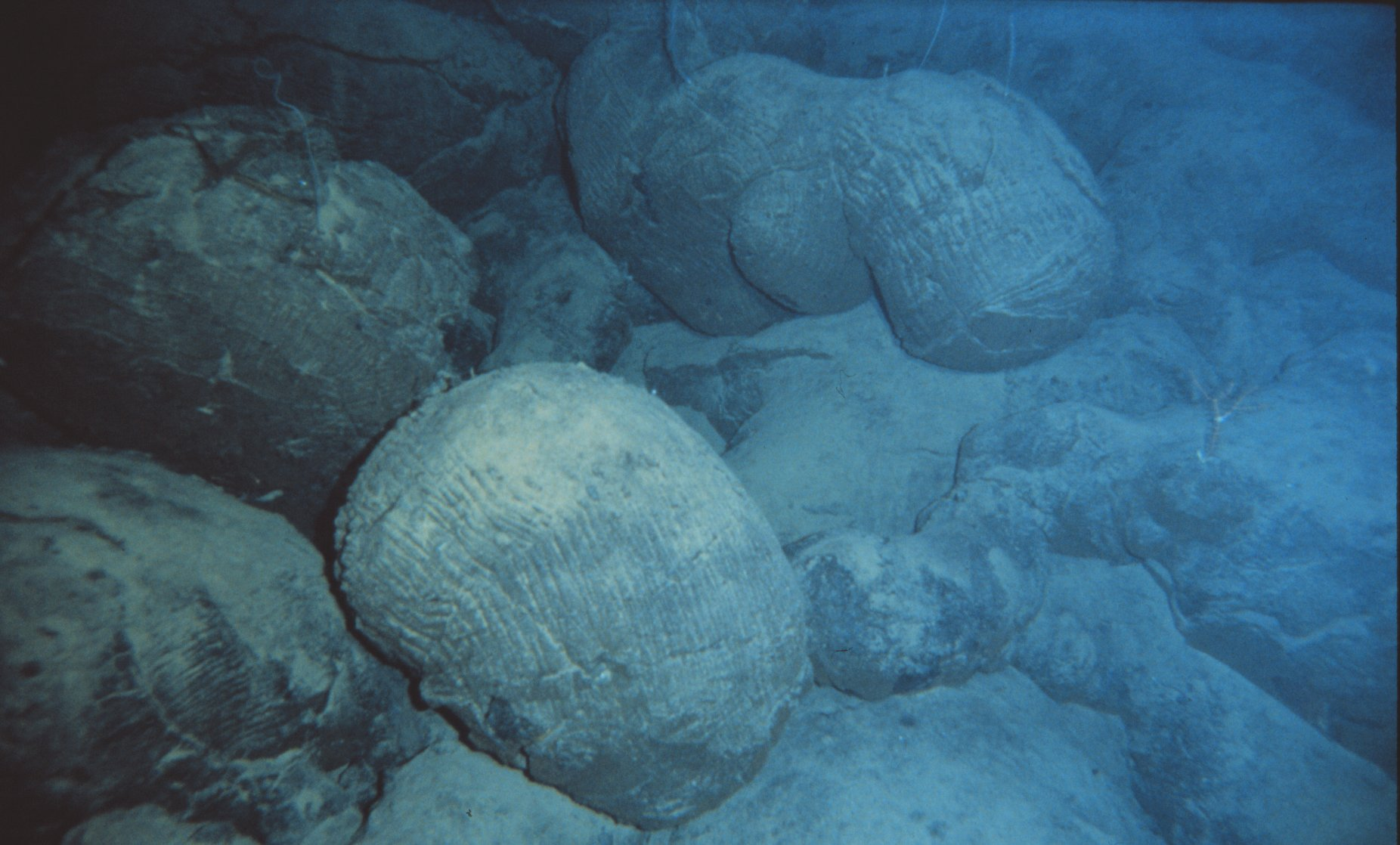
Lava encoixinada.

Són laves basàltiques solidificades en un ambient subaquàtic. Tenen una aparença que s'assembla a coixins apilades. Aquesta denominació es deu a la seva secció aproximadament esfèrica, semblant a coixins. Les laves en coixí es formen en les profunditats marines, però també quan les laves subaèries que llisquen pels vessants entren en contacte amb el mar, rius o llacs. La lava viscosa s'obté una escorça sòlida de forma immediata en entrar en contacte amb l'aigua, la qual es trenca i traspua més coixins segons arriba més Lava de la bugada. Les superfícies vítries d'aquestes laves no són llises, presenten esquerdes, arrugues i estries linears, moltes de les quals es tallen en angle recte. Les laves en coixí poden trobar-se amb una enorme varietat de formes, incloent bulboses, esfèriques, aplatades, along i tubulars, variant el seu diàmetre de diverses desenes de centímetres a diverses desenes de metres: No obstant això, la mida típic va de 0,5 a 1 metres. L'interior de les laves en coixí es refreda més lentament que la cobertura exterior vítria i per això és més cristal. Les taxes de creixement de cristalls són progressivament més lentes en direcció a l'interior, cosa que produeix una considerable varietat de textures a les roques.
Com que la majoria de la superfície de la Terra està coberta d'aigua i la majoria dels volcans estan situats a prop (o sota) d'ella, aquest tipus de lava és molt comú.